# فدراسیون فوتبال استرالیا
فدراسیون فوتبال استرالیا نهاد اداره‌کننده فوتبال در استرالیا است. این نهاد در سال ۱۹۱۱ پایه‌گذاری شده و اکنون عضو کنفدراسیون فوتبال آسیا است. در حال حاضر ریاست این نهاد بر عهده استیون لووی می‌باشد.